# مزداب (ألقورات)
مزداب (بالفارسية: مزداب) هي مستوطنة تقع في إيران في قسم ألقورات الريفي. يقدر عدد سكانها بـ 548 نسمة .